# Cancrion cancrorum
Cancrion cancrorum is een pissebed uit de familie Entoniscidae. De wetenschappelijke naam van de soort is voor het eerst geldig gepubliceerd in 1864 door F. Müller.